# 高賡恩
高賡恩（1840年—1917年），字曦亭，直隸寧河縣人，清朝政治人物，進士出身。
同治元年壬戌恩科舉人。光緒二年（1876年），參加丙子恩科會試，得貢士第36名。殿試登進士二甲第100名。同年五月（6月3日），改庶吉士。光緒三年四月（1877年6月9日），散館，授翰林院編修。八年九月充國史館協修，十一年十月奉旨在上書房行走，十二年正月補國史館纂修，十三年四月簡放四川學政，十五年正月回京仍在上書房行走，本月加六品銜，五月充湖南正考官。歷充左右贊善、中允、督學四川、司經局洗馬、陝西陝安道、宏德殿行走、內閣侍讀學士，太常寺少卿致仕。民國六年丁巳二月十三日卒。遜帝溥儀予諡文通。有《思贻堂诗集》。曾任大阿哥溥儁师傅。